# Cour suprême de la Nouvelle-Écosse

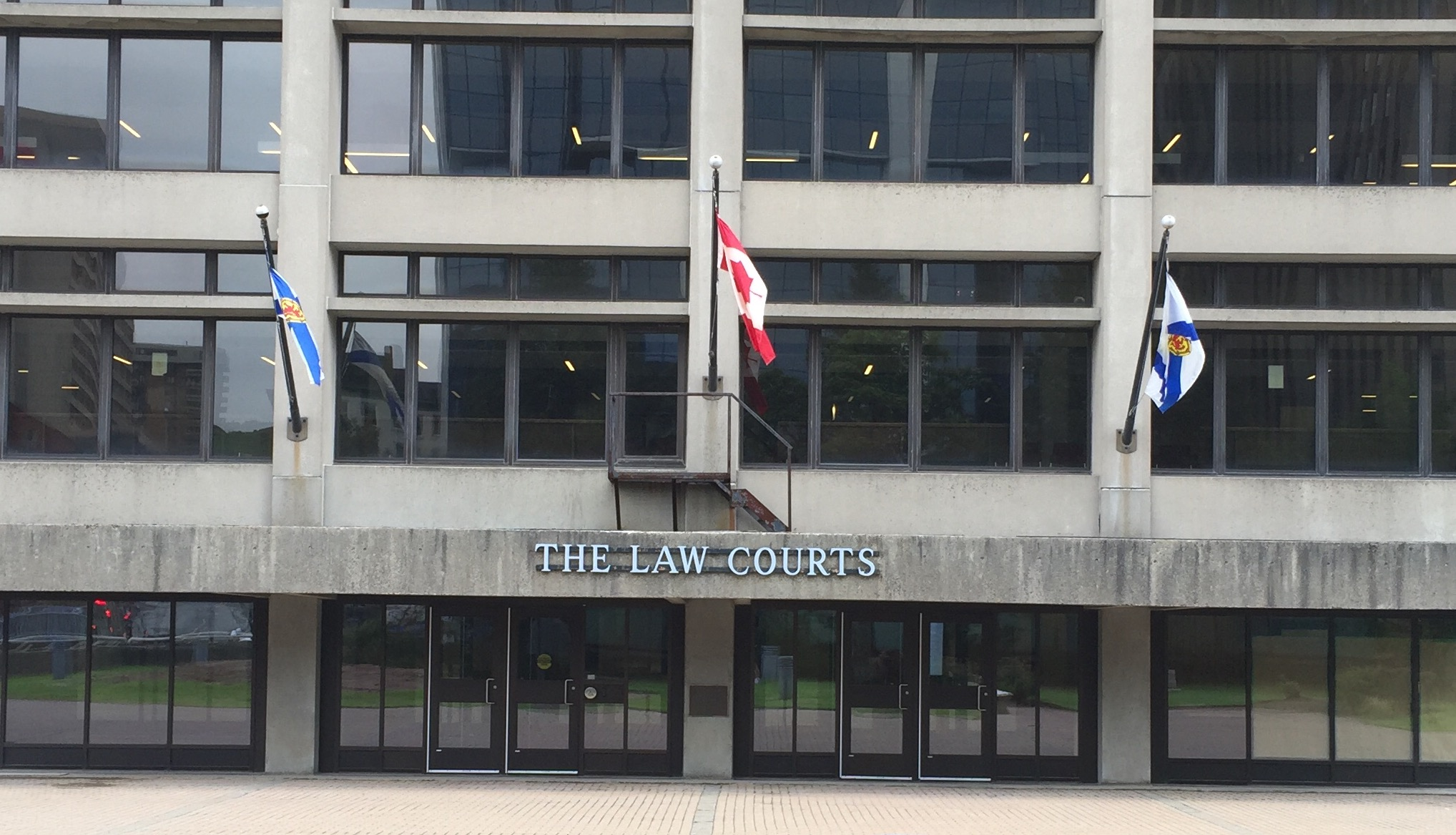
Cour suprême de la Nouvelle-Écosse à Halifax

La cour suprême de la Nouvelle-Écosse est une cour supérieure dans la province de la Nouvelle-Écosse au Canada. Elle comprend le juge en chef, le juge en chef associé, 21 juges et six juges surnuméraires. Elle siège à 18 endroits différents dans la province.

## Juridiction
Comme toutes les cours supérieures du Canada, la cour suprême de la Nouvelle-Écosse a une juridiction inhérente. Elle juge des affaires civiles et criminelles. Elle reçoit également des appels de la cour provinciale, de la cour des petites créances, de la cour familiale et d'autres tribunaux provinciaux.

## Annexe